# Юбер Ведрін
Юбер Ведрін (фр. Hubert Védrine; нар. 31 липня 1947, Бельгард-ан-Марш, Франція) — французький державний і політичний діяч, дипломат.

## Біографія
Народився 31 липня 1947 року в Бельгард-ан-Марш. Закінчив Академію державного управління (ENA). Паризький інститут політичних досліджень.
До 1981 — працював у міністерстві культури Франції, згодом в Міністерстві закордонних справ Франції.
З 1981 по 1986 — співробітник служби дипломатичного радника президента Франції Франсуа Міттеррана.
З 1986 по 1994 — дипломатичний радник, прес-секретар Президента Франції.
З 1994 по 1995 — керівник особистого секретаріату Президента Франції, фактично керував Францією під час хвороби Президента.
З 1996 по 1997 — займався адвокатською практикою.
З 1997 по 2002 — міністр закордонних справ Франції в уряді Ліонеля Жоспена за президентства Жака Ширака.
23-24 липня 1998 — перебував з офіційним візитом в Києві. Є одним із засновників українсько-французького «Привілейованого партнерства».
Викладає в Паризькому інституті політичних досліджень.